# Bernard Winsemius
Bernard P. Winsemius (Ternaard, 1945) is een Nederlands organist en beiaardier.

## Organist
Winsemius studeerde aan het Amsterdams Conservatorium niet alleen orgel, maar ook koor- en orkestdirectie. Zijn studie werd in 1970 bekroond met de Prix d'Excellence.

Hij is organist in de Nieuwe Kerk in Amsterdam. Hij was onder meer de organist bij het kerkelijk huwelijk van prins Willem Alexander en Máxima Zorreguieta op 2 februari 2002 en tijdens de inhuldiging van koning Willem-Alexander op 30 april 2013.

## Beiaardier
Bovendien studeerde hij beiaard aan de Nederlandse Beiaardschool in Amersfoort. In 1971 werd ook daar zijn studie bekroond met de Prix d'Excellence.

Hij was stadsbeiaardier van Haarlem op de toren van de Grote of Sint-Bavokerk en de Bakenesserkerk en van Amsterdam op de Zuidertoren. Hij bespeelde daar wekelijks deze gemeentelijke carillons. In Haarlem werd hij opgevolgd door Rien Donkersloot. In Amsterdam door Gideon Bodden en Boudewijn Zwart.

## Docent
Winsemius was orgeldocent aan de Hogeschool voor Muziek en Dans in Rotterdam en de Hogeschool voor de Kunsten in Utrecht. Voor dit instituut gaf hij les op de beiaardschool in Amersfoort. Als docent gaf hij onder meer les aan Wouter Koelewijn, Yu Nagayama en Hugo Bakker. Daarnaast was hij vele jaren docent aan de Internationale Zomeracademie voor Organisten van het Internationaal Orgelfestival Haarlem.

## Varia
- 1971: De Vereniging Vrienden van het Concertgebouworkest verlenen hem de Zilveren Vriendenkrans.